# Neofulla spinosa
Neofulla spinosa är en bäcksländeart som först beskrevs av Aubert 1960.  Neofulla spinosa ingår i släktet Neofulla och familjen Notonemouridae. Inga underarter finns listade i Catalogue of Life.